# Église Saint-Aubin de Retheuil
L'église Saint-Aubin est une église située à Retheuil, en France.

## Description

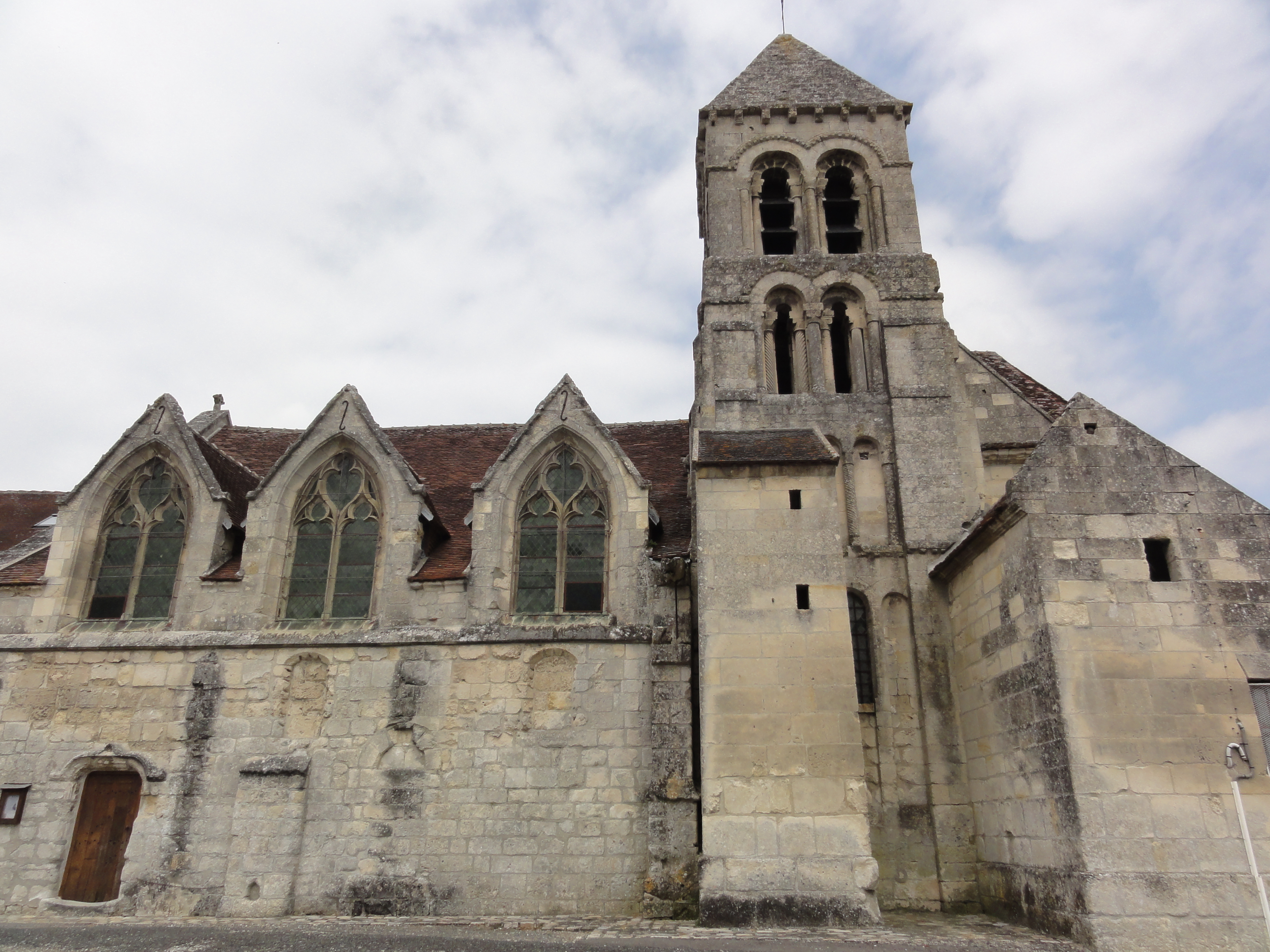
Façade sud
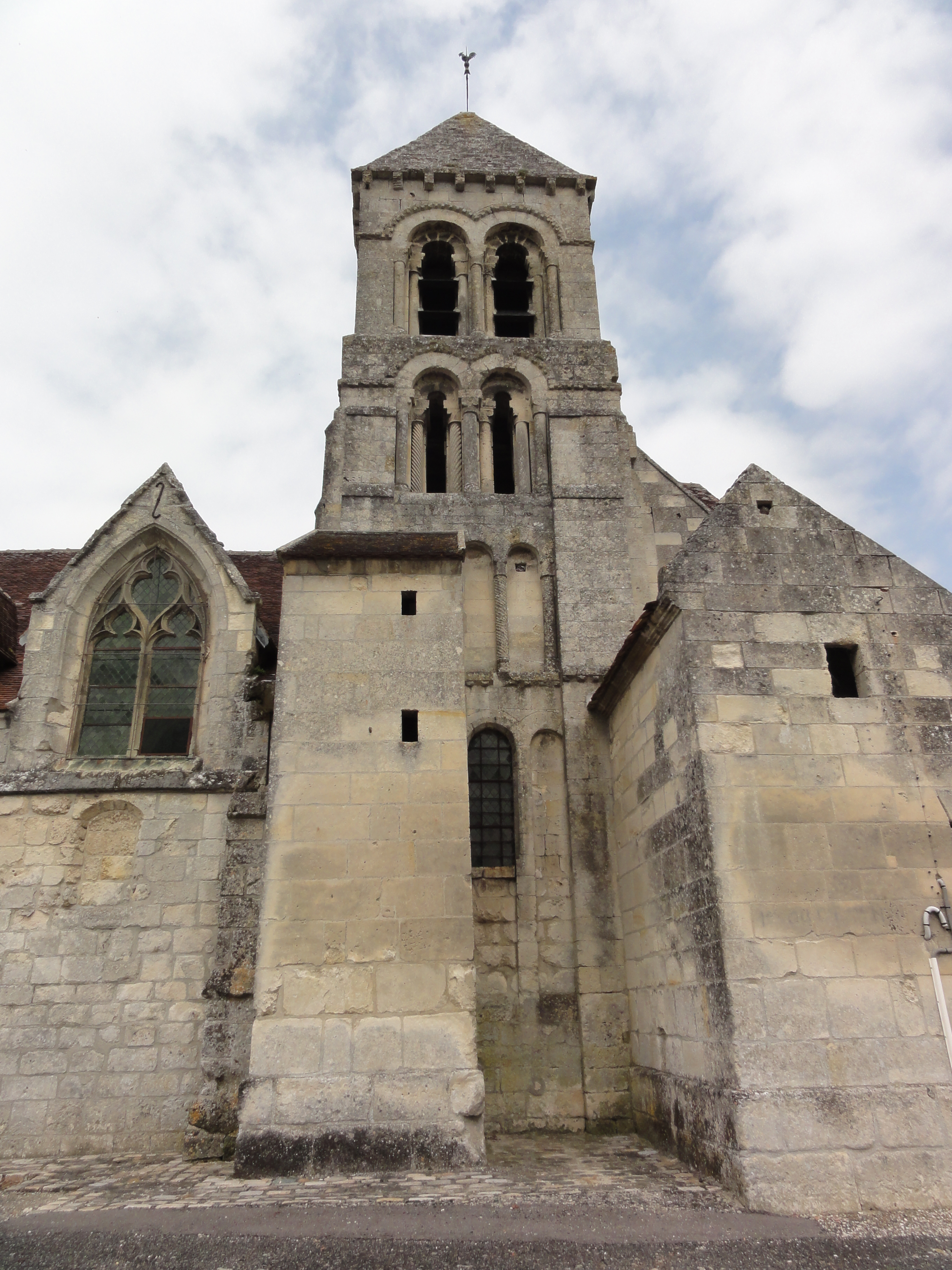
La tour côté sud
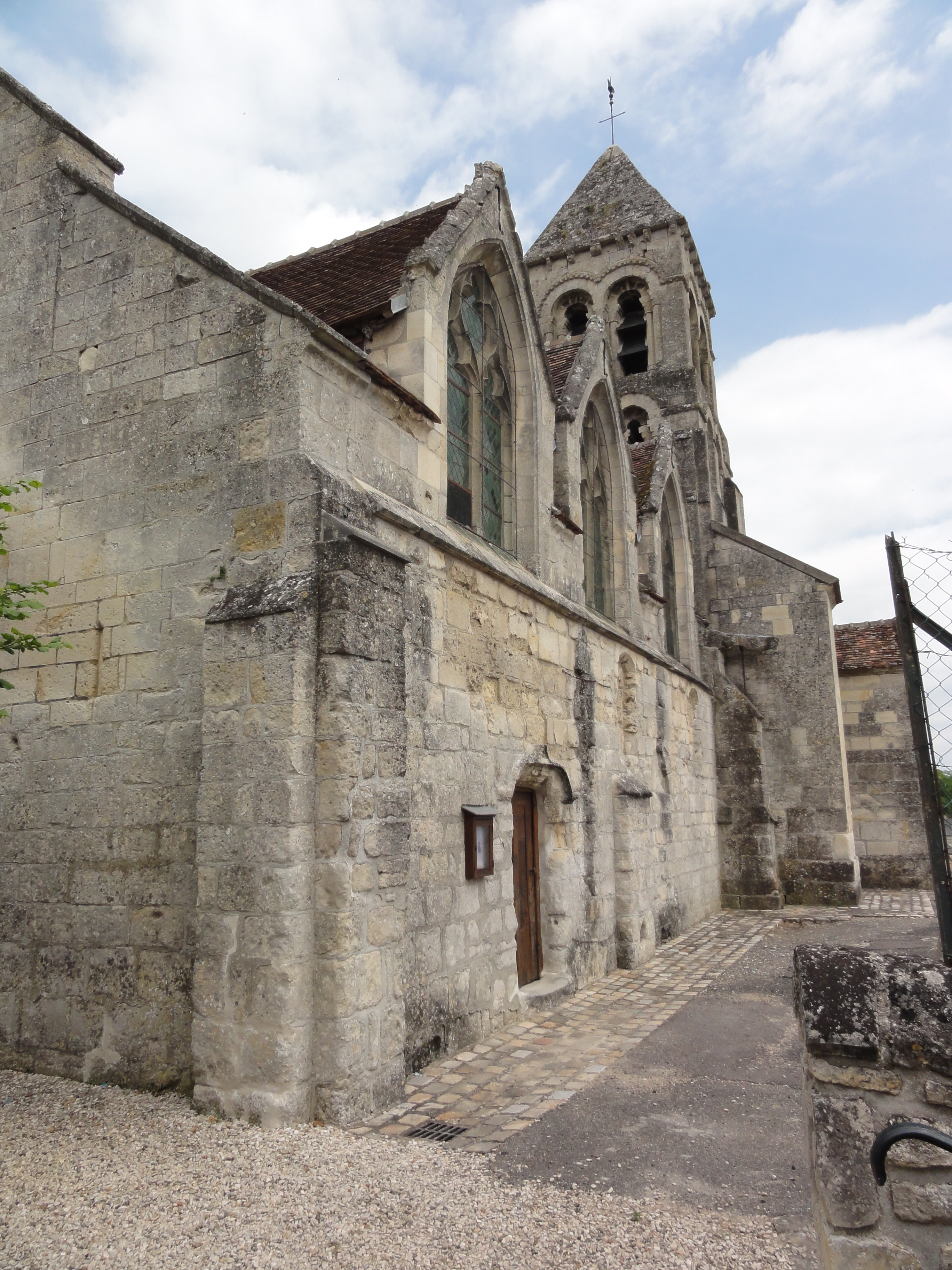
Façade sud.

## Localisation
L'église est située sur la commune de Retheuil, dans le département de l'Aisne.

## Historique
- L'église Saint-Aubin de Retheuil date pour l'essentiel de la fin du XVe siècle ou du début du XVIe siècle. Elle se compose d'une nef de trois travées avec bas-côtés plafonnés, de deux travées de chœur voûtées sur croisées d'ogives flanquées de deux chapelles. Le chevet est pentagonal. La chapelle sud est en réalité l'étage inférieur voûté en berceau d'un clocher de la fin du XIe siècle -vestige d'un édifice antérieur. Tandis que la chapelle nord date du XIIe siècle comme la porte occidentale. L'église était ornée de vitraux signés Jean Cousin dont il ne reste que deux médaillons représentant l'un saint Nicolas et l'autre un prêtre à genoux.
- Le presbytère flanque l'église au nord. Il ne peut pas être identifié avec celui bâti en 1672 par Charles de Laon, curé de Retheuil qui avait également élevé un colombier quand il possédait à peine les 50 arpents de terre requis. Le bâtiment actuel est une demeure sobre, sans décor, aux belles proportions, à un étage carré couvert d'un toit en tuiles plates à quatre versants, qui remonte au milieu du XVIIIe siècle.
- Une croix monumentale au cimetière du XVIe siècle portée par un socle en gradins, qui se trouve à l'est de l'église.

Le monument est classé au titre des monuments historiques en 1919.